# Coranisme
Le coranisme est un courant religieux dérivé de l'islam, considérant le Coran comme la seule source divine prophétique sûre et laissant la possibilité de douter de l'authenticité des hadiths (paroles attribuées à Mahomet et à ses compagnons, recueillies et mises par écrit après une longue transmission orale, dont certains recueils tels que ceux d'Al Bukhari et de Muslim sont reconnus par l'islam sunnite),.
Les coranistes ou coranites croient que le message d'Allah dans le Coran est clair et complet, et qu'il peut donc être entièrement compris sans faire référence aux hadiths. Ils affirment que la littérature des hadiths qui existe aujourd'hui est apocryphe, étant donné qu'elle a été écrite deux siècles après la mort de Mahomet ; ainsi, ils ne peuvent pas avoir le même statut que le Coran,,,.
Contrairement aux coranites, les autres sunnites et les chiites pensent que le Coran n'est pas entièrement détaillé et qu'il doit être clairement révélé par la sunna des hadiths». Cette différence méthodologique a conduit à des divergences entre les coranites et les autres sunnites ou les chiites en matière de théologie et de droit ainsi que de compréhension du Coran. Les coranites prétendent que les autres sunnites et les chiites ont déformé le sens des versets pour soutenir leurs ambitions politiques, en particulier dans les versets sur les femmes et la guerre.
En matière de foi, de jurisprudence et de législation, les coranites diffèrent des autres sunnites ou des chiites, qui considèrent en plus du Coran comme autorité les hadiths, les opinions des savants, les opinions des compagnons de Mahomet, de l'ijma et des qiyâs. Chaque branche islamique qui reconnait les hadiths comme autorité a sa propre collection distincte de hadiths sur laquelle s'appuient leurs fidèles, mais dont l'autorité est rejetée par les autres branches hadithistes.
Cela conduit certains coranistes à différer des courants majoritaires au sujet des mœurs. Pour la plupart des coranites, le doute mène à l'abstention pour ce qui est des hadiths concernant les interdictions (interdiction des instruments de musique, du port de la soie et de l'or, de la consommation d'alcool, etc.) et à l'abstention pour ce qui est des obligations non-mentionnées dans le Coran (application de peines non-mentionnées dans le Coran, etc.).
La démarche du coranisme a des équivalents dans les autres religions abrahamiques tels que le mouvement karaïte dans le judaïsme et la vision sola scriptura du christianisme protestant.

## Terminologie
Les coranistes sont appelés en arabe مسلمون قرآنيّون muslimoona qur'aniyyoon, « musulmans coranites », ou مسلمون حق muslimoona haqq, « vrais musulmans » (de la sourate 8, verset 4). Ils sont aussi appelés  منكروا الحديث munkirū l-ḥadeeth, littéralement « refuseur d'hadiths » qu'on pourrait mieux traduire par « bannisseur de hadiths », par leurs opposants. Les coranistes sont également appelés « Ahl al-Quran » (Les Gens du Coran).

## Doctrine
Les coranistes rejettent l'autorité des hadiths en se basant sur des versets du Coran.
Mais ce sont les groupes les plus obstinés qui ont complètement dénigré l'authenticité des hadiths et les ont refusés pour de nombreuses raisons, la plus répandue étant l'annonce des coranistes de l'absence de référence aux hadiths de Mahomet comme une source théologique et comme guide dans le Coran (à savoir que le mot hadith en lui-même peut vouloir faire dire plusieurs choses comme "parole" ou "écrit", il peut désigner le Coran aussi par exemple). Le fait qu'ils n'ont été mis par écrit pas moins de 200 ans après la mort de Mahomet et qu'ils contiennent des erreurs et des contradictions.

### La référence à la Sunna de Mahomet
Dans la tradition musulmane sunnite (Sunna), le mot "Hikma" désigne la sagesse et fait référence par là à la Sunna du coran qui contient toutes les informations possibles pour conduire le musulman à vivre pieusement, aussi bien au niveau personnel que social (jurisprudence)[réf. obsolète]
Dans leur vision des choses, le fait qu'Allah a révélé la sagesse ("Hikma") à des messagers et prophètes antérieurs à Mahomet ne peut donc pas permettre l'utilisation de ce mot comme la Sunna de Mahomet puisque ces prophètes n'en avaient pas connaissance et l'époque n'était pas adaptée. Ils utilisent encore d'autres versets pour prouver que "Hikma" ne veut dire que sagesse au sens propre du terme et n'est pas un mot implicite qui en appelle un autre.
Bien que raccourcir à ce point là la pensée des sunnites est réducteur, même si les hadiths qui expliquent le Coran sont une forme de sagesse ("Hikma"), la sagesse peut s'acquérir par d'autres moyens et existe sous une forme plus général, la philosophie est une sagesse par exemple dans une acceptation moderne et plaisante. Pour résumer : la sagesse dans le courant orthodoxe est l'action de prêcher, d'enseigner ce qui aura bon résultat,.

## Histoire
Les coranistes croient, sur la base de nombreux témoignages historiques, qu'ils datent ou non de la période de Mahomet.
Les érudits coranites estiment que la prohibition des hadiths est permanente ; alors que les érudits sunnites même s'ils ne nient pas ces témoignages les considèrent comme temporels. Selon leur pensée, ces recommandations n'étaient là que pour protéger la confusion entre les hadiths et la compilation du Coran. Ils supposent que dès que la compilation du Coran s'est terminé, la prohibition a elle aussi été levée.

## Les organisations et branches coranistes

### Ahle Coran
Ahle Coran est une organisation formée par Abdullah Chakralawi,, qui décrit le Coran comme "ahsan hadith" soit le plus parfait des hadiths en clamant par conséquent qu'il n'a pas besoin de supplément. Son mouvement se fixe entièrement sur les sourates et versets du Coran. La position de Chakralawi était de définir le Coran comme la plus parfaite source de tradition et qu'il devait être exclusivement suivi. Selon lui, Mahomet ne pouvait recevoir qu'une seule forme de révélation (wahy), et c'était le Coran. Il soutient le fait que le Coran était le seul enregistrement de la sagesse divine, la seule source des enseignements de Mahomet, et qu'il a remplacé tous les corpus de hadith, qui sont venus plus tard. Les savants de Ahle Qur'an peuvent utiliser les Tafsirs quand ils étudient l'interprétation du Coran.

### Izgi amal
Il s'agit d'une organisation coranique du Kazakhstan dont le nom cyrillique, "згі амал", peut être translittéré dans l'écriture latine en İzgi amal. Il compte entre 70 000 et 80 000 membres. Son chef, Aslbek Musin, est le fils de l'ancien président du Majlis, Aslan Musin,.

### Société Coranique Malaisienne
La Société Coranique Malaisienne a été fondée par Kassim Ahmad. Le mouvement occupe plusieurs positions qui le distinguent des sunnites et des chiites, telles que le rejet du statut des cheveux comme faisant partie de la awrah; présentant donc un relâchement sur l'observance du hijab, ce qui selon les coraniques ne fait pas partie du Coran.

### Tolu-e-Islam
Le mouvement a été initié par Ghulam Ahmed Pervez,,,. Ghulam Ahmed Pervez n'a pas rejeté tous les hadiths; cependant, il n'a accepté que les hadiths "qui sont conformes au Coran ou ne tachent pas le caractère du prophète ou de ses compagnons". L'organisation publie et distribue des livres, des pamphlets et des enregistrements des enseignements de Pervez. Tolu-e-Islam n'appartient à aucun parti politique, ni à aucun groupe religieux ou secte.

### Zumratul Jamiu Mumin
Zumratul Jamiu Mumin est un mouvement coranique de l'État d'Ogun, au Nigeria. Le mouvement considère les hadiths comme une idolâtrie et un non islamique. Le groupe croit à la réfutation du dogme hadithiste, à la transmission du message du Coran aux non-musulmans et à son invitation, à faire des efforts pour intégrer les nouveaux convertis dans la communauté musulmane, à recruter de la main-d'œuvre et à former les travailleurs de la da'wah.

### United Submitters International
À la fin du XXe siècle, l'égyptien Rashad Khalifa a créé aux États-Unis un nouveau mouvement coraniste, le « United Submitters International ». D'autres prédicateurs coranistes sont apparus avant lui (par exemple Ghulam Ahmed Parwez au Pakistan).